# Hippotion hateleyi
Hippotion hateleyi là một loài bướm đêm thuộc họ Sphingidae, chi Hippotion.